# Siadło Dolne
Siadło Dolne (do 1945 niem. Niederzahden) – wieś w Polsce położona w województwie zachodniopomorskim, w powiecie polickim, w gminie Kołbaskowo, w dolinie nad Odrą Zachodnią, ok. 6 km na południe od Szczecina.

## Historia

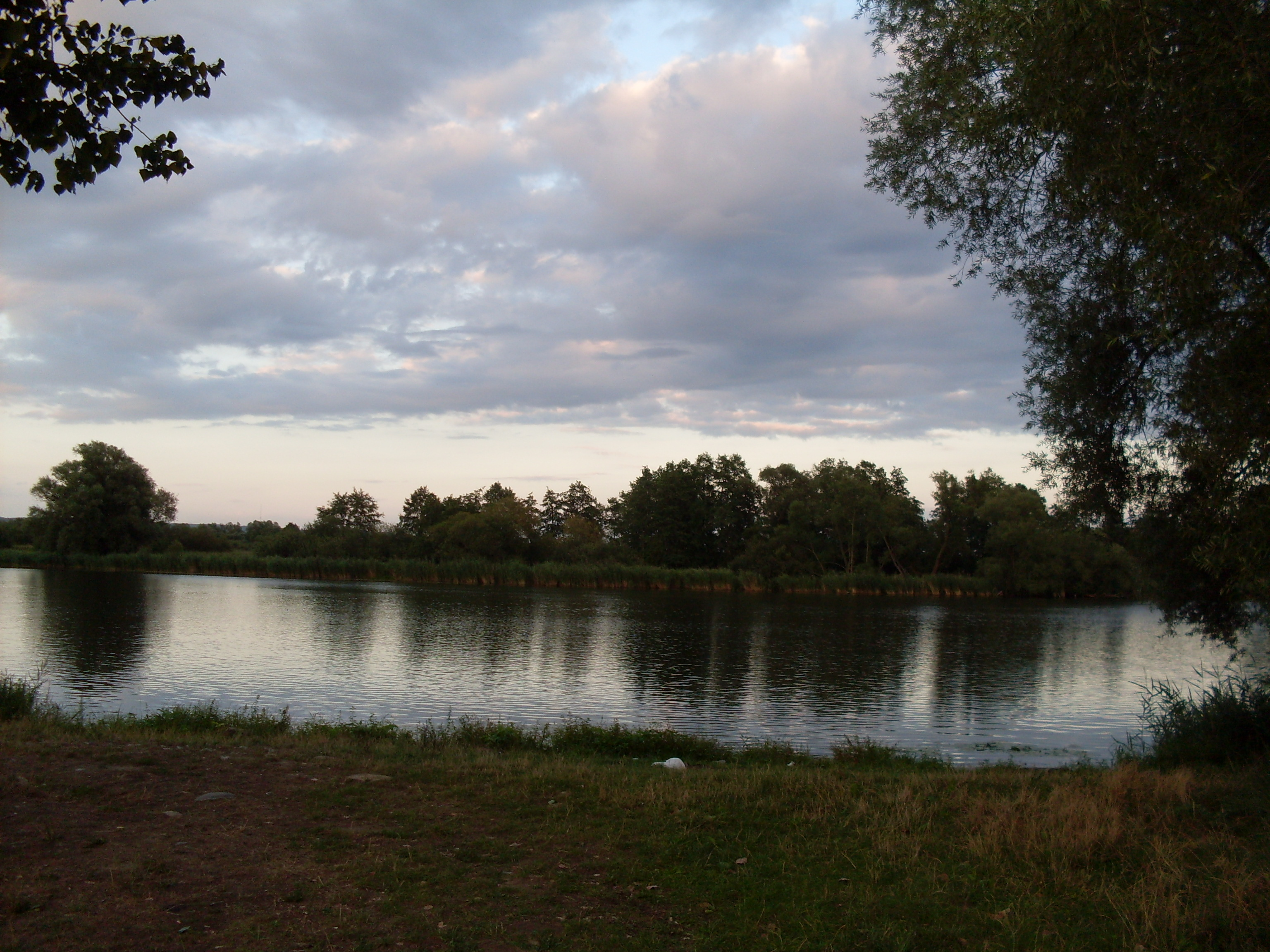
Odra Zachodnia i Międzyodrze w Siadle Dolnym

W X-XII wieku istniał tu gród Pomorzan (na miejscu wcześniejszej osady ludów kultury łużyckiej: ok. 750 – 400 r. p.n.e.). Tereny obu dzisiejszych wsi: Siadła Dolnego i Siadła Górnego wymieniane były, jako uiszczające dziesięcinę kościołowi Św. Jakuba w Szczecinie (ok. 1191). W 1203 również pojawia się informacja o istnieniu na tych terenach wsi, natomiast w 1272 wieś wymieniona jest jako należąca do kapituły mariackiej w Szczecinie.
Od średniowiecza aż do XVIII wieku wieś Siadło Dolne znana była z uprawy winorośli na nasłonecznionych, południowych stokach Wału, nad Odrą. Podczas I wojny światowej pomiędzy Siadłem Dolnym a Górnym wydobywano węgiel brunatny. W czasie II wojny światowej zlokalizowano tu obóz jeńców wojennych polskich, francuskich i radzieckich; po wojnie odkryto masowy grób ofiar obozu. W kwietniu 1945 trwały tu ciężkie dziesięciodniowe walki 65 armii gen. Pawła Batowa zmierzającej do sforsowania obu odnóg Odry i zajęcia Szczecina.
W latach 1975–1998 miejscowość położona była w województwie szczecińskim.

## Turystyka
Wieś leży u podnóża Wału Stobniańskiego, rozciągającego się na przestrzeni kilkunastu kilometrów od Bezrzecza. Od wschodu Park Krajobrazowy Doliny Dolnej Odry, stąd miejscowość stanowi dobry punkt organizacji spływów kajakowych. Na Młyńskiej Górze (65 m n.p.m.) pozostałości grodziska o wymiarach 40 x 50 m oraz punkt widokowy na Szczecin, Międzyodrze i Wzgórza Bukowe. Na terenie posesji nr 31 rośnie cis drzewiasty o obwodzie około 185 cm. W północnej części znajduje się głaz narzutowy (gnejs różowy) o obwodzie 5,50 m i wysokości 0,70 m (nad terenem). 2 km na południe od wsi Rezerwat przyrody Wzgórze Widokowe nad Międzyodrzem.
We wsi znajdują się gospodarstwa agroturystyczne, wypożyczalnia kajaków.
- Szlak rowerowy Bielika
- Szlak rowerowy Kościołów Wiejskich Gminy Kołbaskowo
- Szlak kajakowy „Międzyodrze”

## Transport
Siadło Dolne połączone jest ze Szczecinem miejską linią autobusową.